# Кен Маклуър
Кен Маклуър (на английски: Ken McClure) е шотландски микробиолог и писател на произведения в жанра медицински трилър. Писал е и под псевдонима Кен Бег (Ken Begg).

## Биография и творчество
Кен Маклуър е роден през 1942 г. в Единбург, Шотландия. Учи в началното училище в Крейглокхарт, където един от неговите учители е шотландският поет Норман Маккейг, а в гимназията английски му преподава поетът Сорли Маклийн. След завършване на гимназията започва да учи за корабен механик в Глазгоу, но след година напуска морското училище. През следващата година той се занимава с музика, като изкарва прехраната си като китарист в поп и джаз групи.
Под натиска на родителите си постъпва на работа като лаборант в градската болница в Единбург. Там се запознава с д-р Арчи Уолъс, който го подтиква да следва първоначално във вечерно училище. Получава магистърска степен в областта на микробиологията от Микробиологичния отворен университет, а след това и докторската си степен от Университета на Единбург, където защитава дисертация в областта на молекулярната генетика. През 1980 г. е удостоен с тригодишната награда „Difco“ за изследователската си дейност. Консултант е към Съвета за медицински изследвания на Великобритания.
Работи в „The Medical Research Council“, малък изследователски институт към Университета на Единбург. Специализира в областта на клетъчното делене на бактерии, особено Escherichia coli. В резултат на изследванията си открива нов ген – ftsK (K – от името Кен). Изнася лекции от много университети и медицински академии по света и публикува резултатите от работата си в престижни научни списания.
Започва да пише трилъри след научно посещение в университета в Тел Авив през 1983 г., което вдъхновява първия му ръкопис „The Scorpion's Advance“ (Стратегията на скорпиона).
Първият му трилър „Anvil Agreement“ (Споразумението Анвил) е издаден през 1985 г. под псевдонима Кен Бег.
Първият му медицински трилър „Донор“ от поредицата „Д-р Стивън Дънбар“ е издаден през 1998 г. Седемгодишната Аманда Рос, страдаща от остра бъбречна недостатъчност, се лекува в „Медик Екосе“, най-съвременната нова частна болница в Единбург. Но има нещо зловещо в мястото и д-р Стивън Дънбар, бивш морски пехотинец и съдебен медик, трябва да открие истината, преди Аманда да получи новия си бъбрек.
От 2000 г. се посвещава основно на писателската си кариера.
Произведенията на писателя са преведени на над 20 езика по света. Според критиката е автор на романи, които предсказват бъдещето на медицината.
Кен Маклуър живее със семейството си в малко селце в хълмовете Ламермуир в Шотландия.

## Произведения

### Самостоятелни романи
- Anvil Agreement (1985) – като Кен Бег
- The Scorpion's Advance (1986) – като Кен Бег
- The Trojan Boy (1988) – като Кен Бег
- Fenton's Winter (1989)
Зимата на Фентън, изд.: „Делакорт“, София (2000), прев. Виолета Ненова
- Pestilence (1991)
- Requiem (1992)
Реквием, изд. „Дими-Т“ (1994), прев. Александра Божкова
- Crisis (1993)
- Chameleon (1994)
- Trauma (1995)
- Pandora's Helix (1997)
- Resurrection (1999)
- The Tangled Web (2000)
- Past Lives (2006)
- Hypocrites' Isle (2008)
- The Anvil (2013)

### Серия „Д-р Стивън Дънбар“ (Dr Steven Dunbar)
1. Donor (1998)
Донор, изд.: „Делакорт“, София (1999), прев. Аделина Марини
2. Deception (2001)
3. Wildcard (2002)
4. The Gulf Conspiracy (2004)
5. The Eye of the Raven (2005)
6. The Lazarus Strain (2007)
7. White Death (2009)
8. Dust to Dust (2010)
9. Lost Causes (2011)
10. The Secret (2013)
11. The Devil's Landscape (2017)
12. Miasma (2019)